# 前篩骨神経
前篩骨神経（ぜんしこつしんけい）は頭頸部の神経の一つ。三叉神経第1枝である眼神経の枝で、この神経の枝の内鼻枝と外鼻枝が鼻腔の感覚神経支配を行う。外鼻枝は最終的に鼻の側面の皮膚に分布する。